# دالتون (ویسکانسین)
دالتون (به انگلیسی: Dalton) یک منطقهٔ مسکونی در ایالات متحده آمریکا است که در Kingston واقع شده‌است. دالتون ۲۰۶ نفر جمعیت دارد و ۲۶۴٫۸۷ متر بالاتر از سطح دریا واقع شده‌است.